# Fenyi
Der Kreis Fenyi (chinesisch 分宜县, Pinyin Fēnyí Xiàn) ist ein Kreis der bezirksfreien Stadt Xinyu in der chinesischen Provinz Jiangxi. Er hat eine Fläche von 1.392 km² und zählt 299.386 Einwohner (Stand: Zensus 2010). Sein Hauptort ist die Großgemeinde Fenyi (分宜镇).

## Administrative Gliederung
Auf Gemeindeebene setzt sich der Kreis aus sechs Großgemeinden und vier Gemeinden zusammen. Diese sind: 
- Großgemeinde Fenyi 分宜镇
- Großgemeinde Yangqiao 杨桥镇
- Großgemeinde Huze 湖泽镇
- Großgemeinde Shuanglin 双林镇
- Großgemeinde Qianshan 钤山镇
- Großgemeinde Yangjiang 洋江镇

- Gemeinde Fengyang 凤阳乡
- Gemeinde Dongcun 洞村乡
- Gemeinde Gaolan 高岚乡
- Gemeinde Caochang 操场乡